# 人と熊
人と熊（ひととくま）とは、清朝時代に作られたとされる高さ6センチメートルの彫刻で、白色と黒色に色分かれをした軟玉を素材としたものである。現在は台北市にある国立故宮博物院の所蔵である。

## 概説
本作品は、正面から見て右側の白色の部分を童子姿の人物を、左側の黒色の部分に熊を彫り表している。人物の方はかなりふくよかな体形で、笑っているかのような穏やかな表情で上方を向いており、相撲の衣装を付けているとされる。熊の方も上方を向いており、しかも口をあけて、歯まで見せている。熊の表情を上から見ると、笑っているようにも見え、見る者を和ませるような印象も受ける。両者は、両手と両前肢の組み合わせ・両足と両後肢の組み合わせならびに腹部の5か所で結合している。もともと、素材の白色と黒色に色分かれしていることを利用して、極めて巧妙に彫り分けられているが、熊の両後肢の一部に白色の交じる部分もある。
本作品は、いわゆる「俏色」（しょうしょく）の技法を用いたものである。「俏色」とは、玉石本来の色を活かして加工・創作することをいう。この技法を用いた代表作が、同じく台北国立故宮博物院所蔵の彫刻「翠玉白菜」である。「翠玉白菜」は、材料となった翡翠がもつ白色の部分を活かして白菜の芯の部分を彫り、緑色の部分を活かして葉の部分を彫り分け、実際の白菜とそっくりに再現している。のみならず、緑色の濃い部分を活かして葉の中心部分を彫り、周辺に行くにつれて色が淡くなるので、白菜の立体感も見事に表現されている。素材の色と形を十分に活かした主題を選択にも成功しているといえるのである。これと同様に本作品も、黒と白が一体となったという珍しい素材を十分に活かした主題の選択に成功しているといえる。